# Чернявский, Фёдор Васильевич
Фёдор Васильевич Чернявский (2 февраля 1924, Рогово, Брянская губерния — 9 марта 1984, там же) — участник Великой Отечественной войны, полный кавалер Ордена Славы.

## Биография
Окончил 7 классов школы. После окончания школы работал в колхозе. В сентябре 1943 года был призван в армию.
С марта 1944 года участвовал в боях на фронтах Великой Отечественной войны командиром расчёта 82-мм миномёта миномётной роты 967-го стрелкового полка (273-я стрелковая дивизия, 3-я гвардейская армия, 1 Украинский фронт).
При переправе через реку Западный Буг в районе села Лудзин (ныне Лудин) Волынской области на Украине им были уничтожены пулемётные точки и около 10 фашистов, за что 12 июля 1944 года он был награждён орденом Славы 3 степени.
Орденом Славы 2 степени награждён за уничтожение 15 августа 1944 года в районе польского села Миюшувка пятнадцати солдат и офицеров противника.
Орденом Славы 1 степени награждён за активное участие в ликвидации 23 февраля 1945 года немецкой армейской группировки в городе Бреслау.
Демобилизовался и в родное село вернулся в 1945 году. Работал в колхозе, шахтёром в Донбассе, опять в колхозе.
Семья — жена, две дочери и три внука. В городе Почеп Брянской области в честь героя установлен бюст на аллее славы.